# Escalator

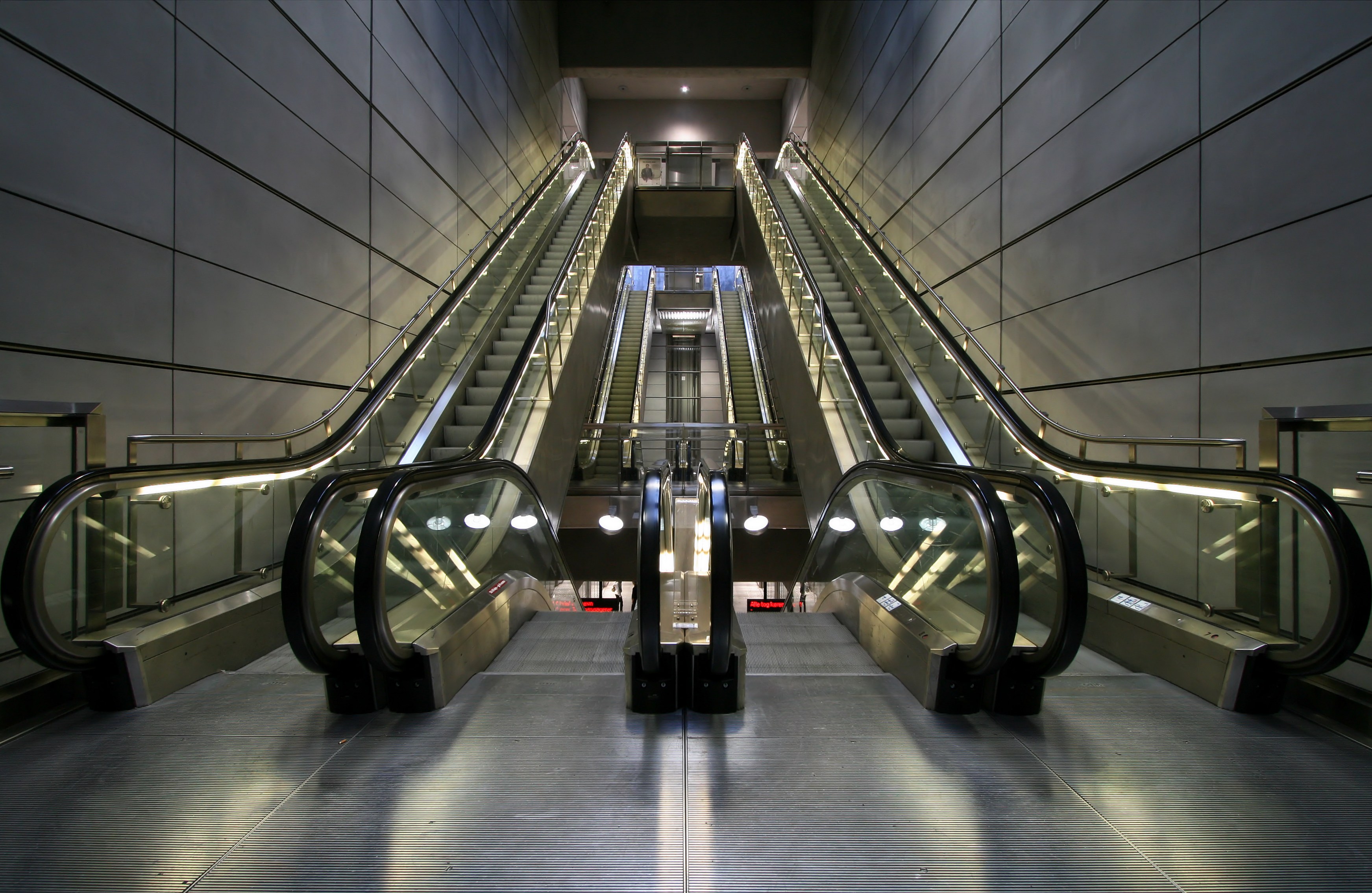
Scară mecanică în metroul din Copenhaga.

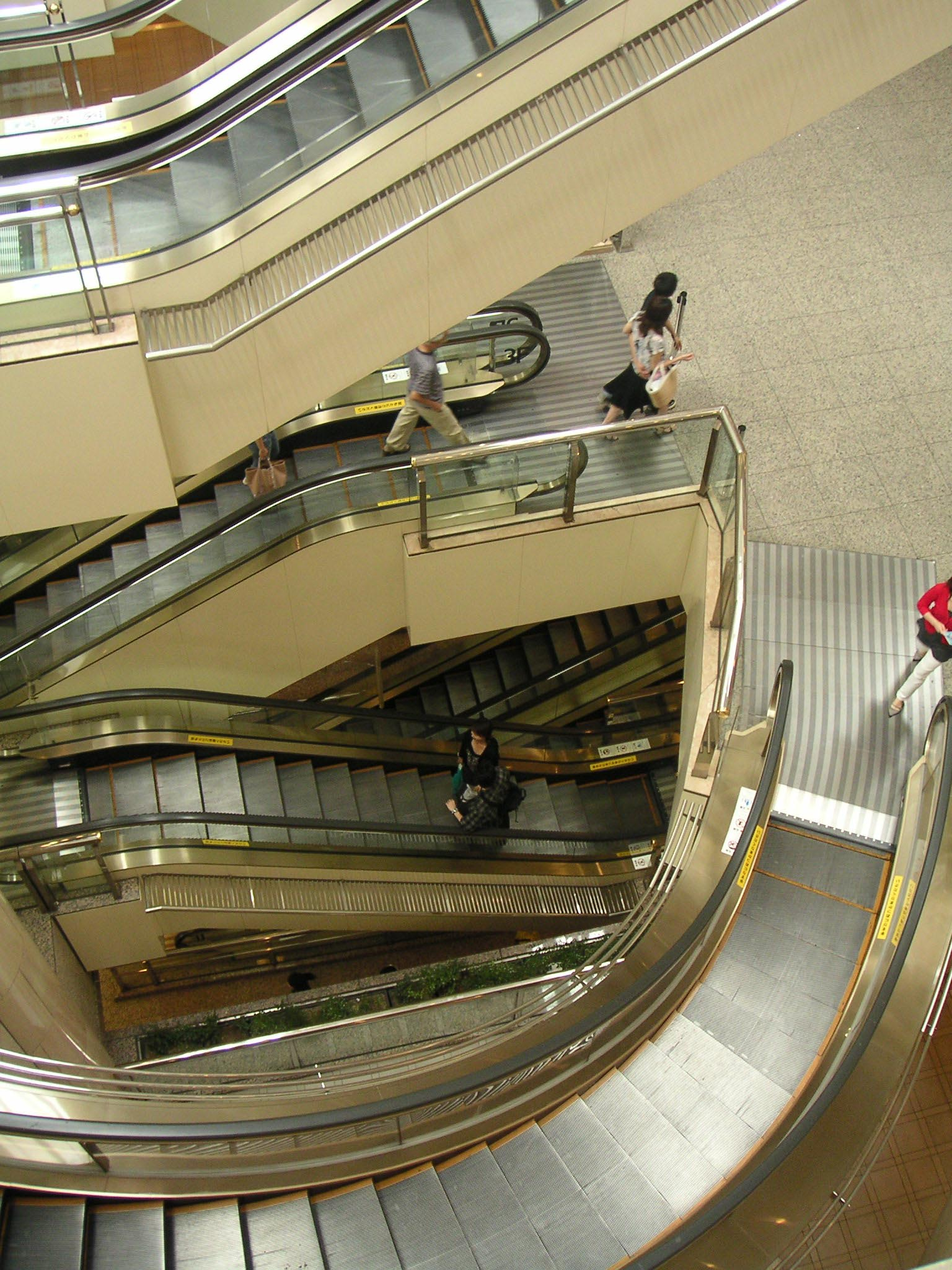
Scară mecanică spirală în Japonia

Pictogramă prezentă adesea pentru a semnaliza un escalator

Un escalator, denumit și scară rulantă precum și scară mecanică, este o instalație adaptată la transportul persoanelor, în stațiile de metrou, aeroporturi, mari suprafețe comerciale, constând într-o scară ale cărei trepte mobile sunt antrenate mecanic, rămânând în permanență în plan orizontal.
Acest aparat este deseori prevăzut cu o rampă mobilă care se deplasează cu aceeași viteză cu viteza de deplasare a treptelor.

## Istoric

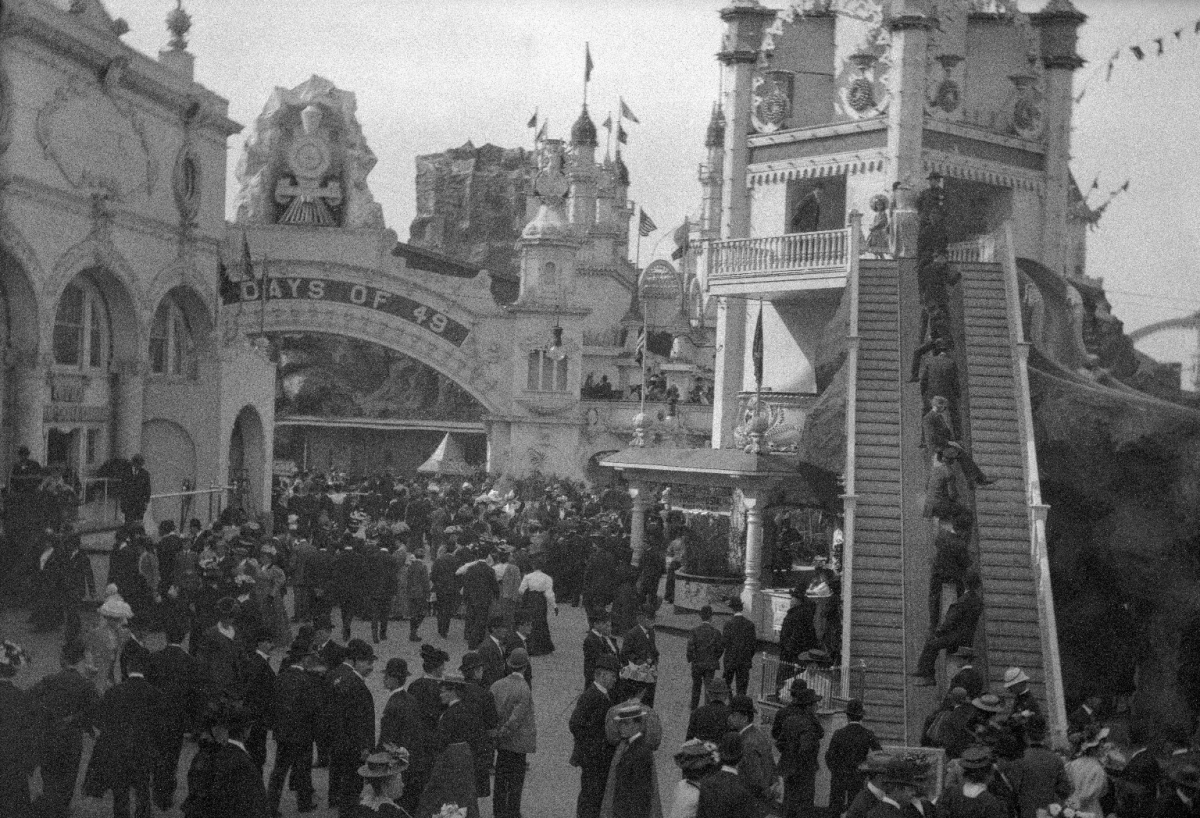
Vechi escalator, Luna Park, Coney Island.

Conceptul a fost brevetat pentru prima oară de către inventatorul Jesse W. Reno, la 15 martie 1892. Primul prototip a fost instalat în 1896 ca atracție în parcul american Coney Island. Această primă versiune diferă de scările mecanice actuale, prin aceea că persoanele, în acea versiune, erau așezate. Această instalație nu a funcționat decât două săptămâni, însă a permis transportarea a circa 75.000 de persoane. Același prototip a fost instalat, pentru o lună, spre Podul Brooklyn. 
Scara rulantă sub forma cunoscută la începutul secolului al XXI-lea a fost regândită de  către Charles Seeberger, en 1897, căruia i se datorează și numele de escalator, contracție a cuvintelor scala (care semnifică „treaptă de scară”) și elevator (ascensor) care fusese deja inventat. Charles Seeberger a lucrat cu Otis Elevator Company pentru producerea primului elevator modern. 
Un plan rulant înclinat (Reno inclined Elevator) a fost utilizat din 1898 în magazinul Harrods din Londra.
În 1900, conceptul a fost prezentat la Expoziția Universală de la Paris, unde a obținut premiul întâi. Jesse Reno a fondat Reno Electric Stairways and Conveyors company în 1902.
În 1910, compania Otis a cumpărat brevetul Reno și a început producția de scări rulante pentru companii, magazine și stații de metrou.
Una dintre cele mai vechi scări rulante Otis-Pifre din Franța este încă în funcțiune la Palais de Chaillot din Paris.

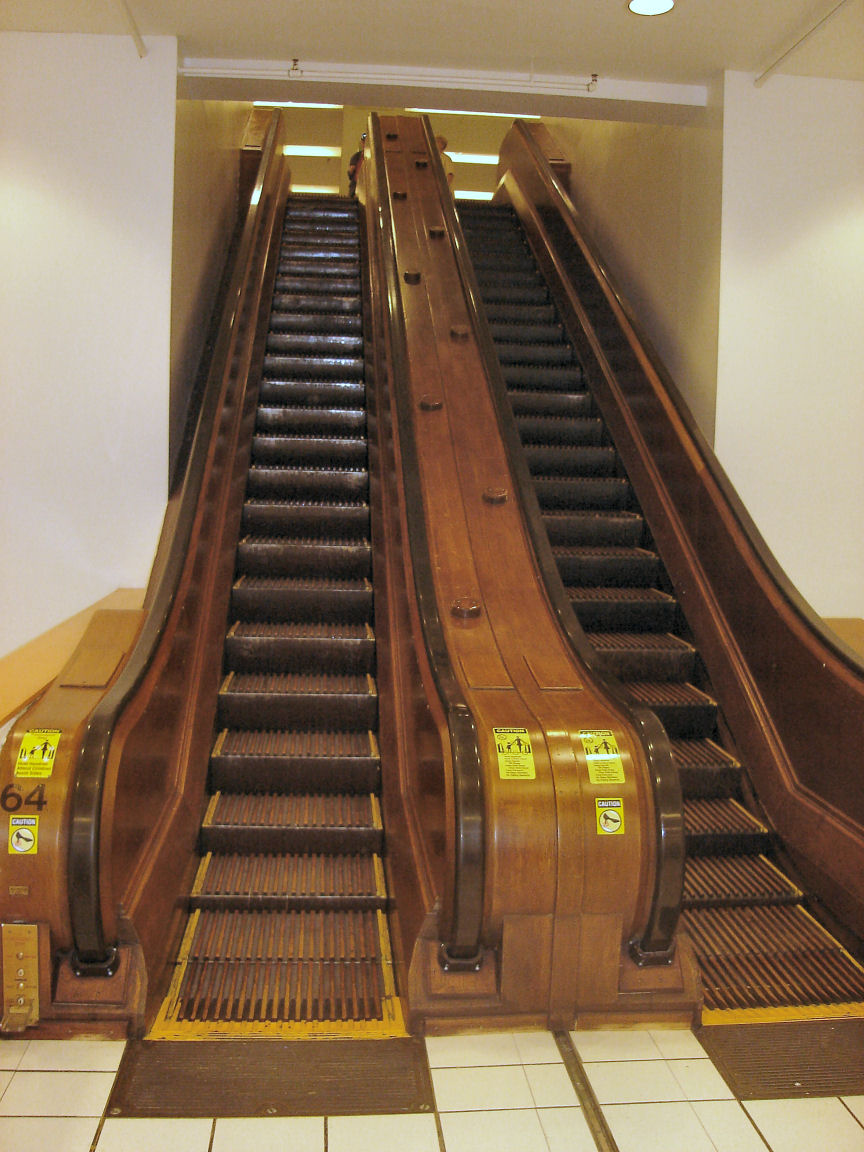
Escalator din lemn în magazinul Macy's, la New York.

Primele modele au folosit pe scară largă lemnul (trepte și cutii laterale).
Cu toate acestea, cu ocazia incendiului de la King's Cross, s-a observat că scările rulante ale tunelului au o tendință supărătoare de a provoca un foc fulger generalizat (din cauza unui efect de tranșee). Metroul din Londra, unul dintre cele mai vechi și mai întinse din Europa, a dispus totuși, până în 2014 de acest tip de escalator cu trepte de lemn. Escalatoare din lemn sunt încă utilizate la marele magazin Macy's de la Herald Square în Manhattan, New York.
Multe din marile mărci care fabrică ascensoare sunt reputate și pentru escalatoarele pe care le produc, cum sunt Otis, Kone, ThyssenKrupp sau Schindler.

## Mecanismul
Mecanismul, similar cu cel al unei benzi transportoare, și chiar mai mult al unui transportor, constă din trepte articulate, în general metalice, și care se mișcă mai mult sau mai puțin rapid în sus sau în jos. Pentru a facilita intrarea și ieșirea utilizatorilor, capetele sunt aliniate cu solul, ceea ce îi conferă o formă de S oarecum întinsă.

## Utilizare și funcționare
Plecarea unei scări rulante este orizontală la urcare ca la coborâre, pentru a permite o bună stabilitate a pasagerilor și a posibilelor bagaje ale acestora, apoi se înclină, într-o curbă scurtă progresivă, până la aproximativ o înclinație de 30°, care se termină, de asemenea, printr-o curbă spre orizontală pentru finiș.
Două rampe de susținere, stânga și dreapta, paralele cu treptele, fiecare fiind denumite „balustradă”, se deplasează simultan cu aceeași viteză.
Treptele precum și balustradele sunt fixate fiecare de un lanț care se rotește într-o buclă între partea superioară și cea inferioară, lanțul fiind acționat de un motor. Întoarcerea treptelor și rampelor se face ascunzându-se de dedesubt, dar acestea pot fi văzute pe unele scări rulante vitrate, precum și în timpul unei reparații.
Majoritatea escalatoarelor servesc pasagerii de la un etaj la altul, acestea deservind de obicei gări, stații de metrou, terminale ale aeroporturilor, magazine, muzee, dar pot cuprinde, uneori, un număr foarte mare de etaje.  
Unele scări rulante sunt prevăzute cu detectoare de prezență, ceea ce face posibil ca scara rulantă să meargă la ralanti sau chiar să oprească, în cazul în care este nefolosită, apoi să repornească treptat spre viteza nominală atunci când își face prezența un nou pasager.

### Comparații de utilizare între escalatoare și lifturi
Viteza liniară medie a unei scări rulante este de 0,6 m/s, sau 2 km/h, iar verticală de 1 km/h, corespunzătoare cu cea a unei persoane care urcă sau coboară scările într-un ritm bun.
Cele trei variante de moduri de locomoție verticală, scări, scări rulante și lifturi sunt oferite din ce în ce mai des în funcție de alegerea pasagerului, mai ales în locuri publice precum sunt stațiile de metrou, aeroporturile sau spațiile comerciale.

#### Se preferă scara rulantă
Avantajul unei scări rulante față de un lift este, pentru un număr redus de etaje, îmbarcarea directă evitând timpii de așteptare, precum și un flux mai bun de persoane în caz de aglomerație. Pentru comoditate, oamenii care rămân nemișcați se plasează pe dreapta, cei care merg simultan pentru a economisi timp trec prin partea stângă. Cu toate acestea, dincolo de câștigul de câteva secunde pe scară rulantă, mersul reduce capacitatea scărilor în timp ce capacitatea acesteia este maximă (și timpul de așteptare minim), când cele două șiruri staționează pe scări.
Escalatoarele sunt mai potrivite pentru conexiunile de metrou sau aeroporturi, de exemplu, coridoarele orizontale, uneori lungi, completate cu trotuare rulante și schimbările de nivel alternative pe un etaj fiind neregulate și aleatorii, în funcție de configurația fiecărei stații, ascensoarele putând deservi doar câteva etaje la un moment dat pe aceeași traiectorie verticală.
Magazinele, supermarketurile, hipermarketurile și aeroporturile leagă nivelurile (etajele) cu escalatoare, care pot fi completate și cu travelatoare.
Escalatoarele sunt folosite uneori pentru a transporta spectatorii în cinematografele situate la etaj sau la subsol.

#### Se preferă liftul
Pentru un număr mare de etaje dintr-o clădire dreaptă, liftul este mai potrivit din mai multe puncte de vedere: poate fi mult mai rapid, viteza scării rulante fiind limitată, ca la trotuarele rulante, prin instalarea delicată a pasagerului fără a se împiedica la plecare ori sosire, nici structura sa poate fi extensibilă în timpul călătoriei, iar mecanica sa complicată pentru întreținere.
O scară rulantă ocupă un spațiu mai important, cum este și scara obișnuită, din cauza structurii sale înclinate, în comparație cu un lift mult mai rațional.
În sfârșit, liftul facilitează instalarea bagajelor sau cărucioarelor, față de treptele detașabile ale escalatoarelor, precum și accesul persoanelor cu dizabilități în scaune cu rotile. 